# Eudorylas posticus
Eudorylas posticus är en tvåvingeart som beskrevs av Collin 1931. Eudorylas posticus ingår i släktet Eudorylas och familjen ögonflugor. Inga underarter finns listade i Catalogue of Life.